# جولکاره
جولکاره (به صربی: Đulekare) یک منطقهٔ مسکونی در صربستان است که در مدوجا واقع شده‌است. جولکاره ۱۱۷ نفر جمعیت دارد.